# Durchlaufofen
Als Durchlaufofen, auch Tunnelofen, bezeichnet man eine spezielle Ofenbauart, bei der die Chargierung kontinuierlich erfolgt. Durchlauföfen können z. B. zum Erwärmen, Warmhalten, Homogenisieren oder zur Wärmebehandlung des Gutes eingesetzt werden.
In der deutschen Porzellanindustrie wurden Tunnelöfen, obwohl schon länger bekannt, erst ab 1906 eingesetzt, erstmals bei Carl Tielsch, dann auch bei Kahla.

## Funktionsweise
Im Durchlaufofen wird das zu beheizende Gut im Ofen kontinuierlich bewegt. Es kann auf einer Fördereinrichtung liegen oder stehen oder auch hängend durch den Durchlaufofen transportiert werden. Nachdem das Gut die Eingangsseite des Ofens passiert hat, wird es konstant einem vordefinierten Temperaturprofil ausgesetzt. Beim Durchlaufofen sorgen Blenden am Ein- und Ausgang dafür, dass nur wenig Hitze entweichen kann und so viel Energieverlust vermieden wird. Die Durchläufe werden mit Bediengeräten gesteuert und erfolgen automatisch, nachdem das Gut den Ofeneingang passiert hat. Nach Ende des Temperns kann das Gut an der Ausgabeseite der Transportbahn entnommen werden. Besonders einfach wird die Be- und Entladung, wenn der Durchlaufofen mit Einfahrwagen betrieben wird. Durchlaufbänder können beim Durchlaufofen in verschiedenen Ausführungen realisiert werden: mit Querstabbauweise, Drahtgewebe, Kunststoffbändern oder einfachem Kettentransport.

## Typen

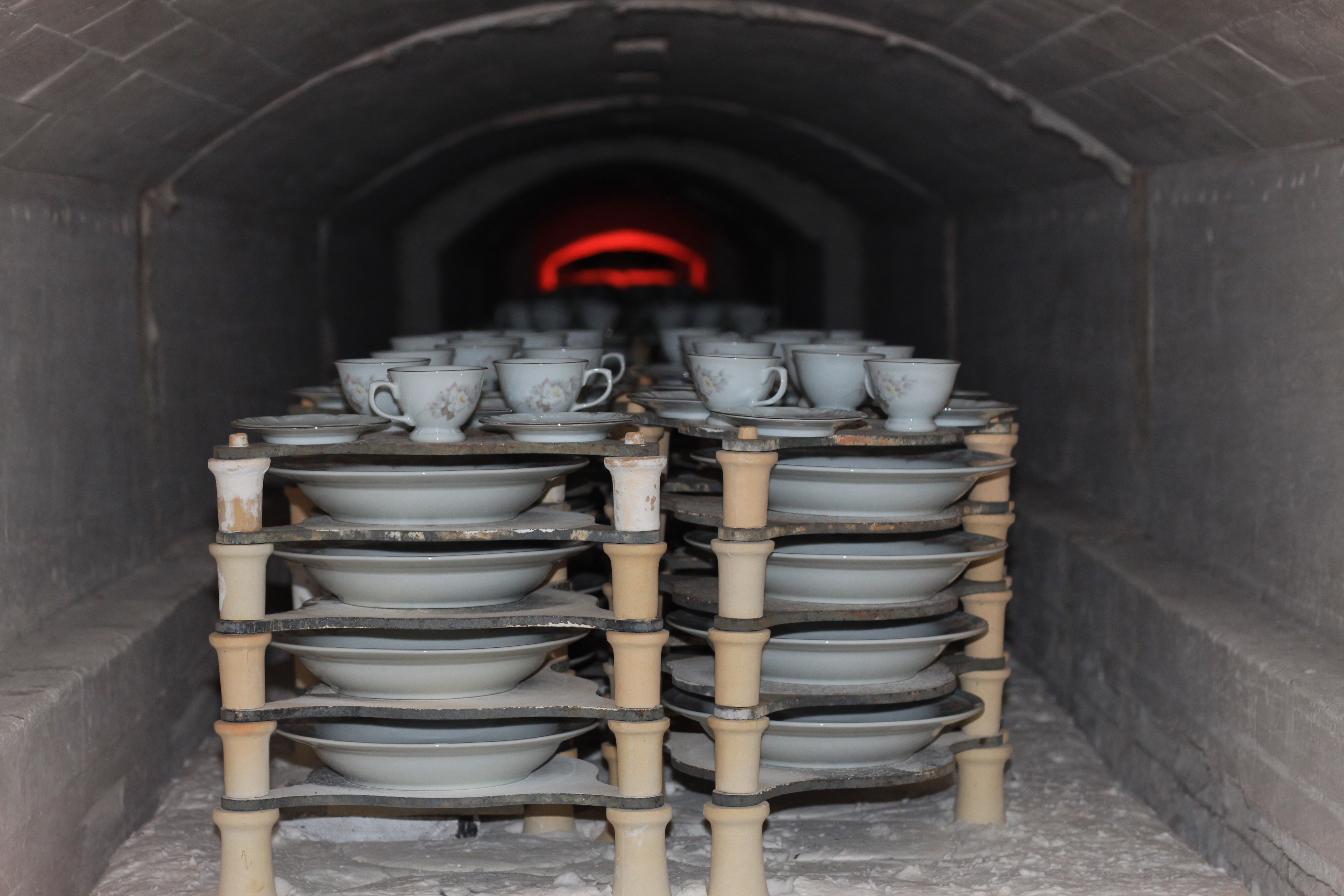
Blick in einen Durchfahrofen

Durchlauföfen gibt es mit elektrischer Beheizung oder Gasbeheizung als Durchfahrofen, Durchstoßofen, Kettendurchlaufofen, Hubbalkenofen, Förderbandofen und Rollenofen.

## Leistungsmerkmale
Durchlauföfen sind universell einsetzbare Ofentypen mit frei wählbaren Bandgeschwindigkeiten. Es gibt sie mit automatischer Taktung, eine Aufteilung in mehrere Zonen (Anwärmen, Heizen, Kühlen) ist möglich. Optimale Temperaturverteilung wird durch Mehrzonensteuerung erreicht, Durchlauföfen liefern ausgezeichnete Wärmebehandlungsergebnisse.

## Anwendungen
Durchlauföfen werden zum Härten, Brennen und Sintern von Dickfilmen, Elektroden oder diskreten, elektronischen Bauelementen, zum Tempern, Trocknen oder Aushärten von Dichtungsmasse oder Kunststoffen, zum Löten, Hartlöten oder Einebnen von Lot, zum Brennen von keramischen Erzeugnissen und zum Glühen von Stahlband sowie zum Backen verwendet.
Spezielle, besonders saubere Versionen (bezogen auf Partikel) werden in der Fertigung von Flachbildschirmen genutzt.